# Brinscall
Brinscall est un village du nord-ouest de l'Angleterre dépendant du borough de Chorley et faisant partie de la paroisse civile de Withnell. Il comptait une population de 1 431 habitants en 2001.
Brinscall se trouve à environ 8 kilomètres au nord-est de Chorley à la bordure de Withnell et d'Abbey Village, dans les West Pennine Moors.

## Religion
Brinscall possède une église anglicane, St. Luke's, et une église méthodiste, à Hillside. 

## Personnalités liées à la commune
- Daniel Henry Haigh (1819 — 1879), historien anglais spécialiste de l'histoire et de la littérature anglo-saxonne (naissance)